# Min farsa är en hjälte
Min farsa är en hjälte (franska: Mon père, ce héros) är en fransk film från 1991. Den är regisserad av Gérard Lauzier (även manus) och har Gérard Depardieu i titelrollen. 1994 gjordes en amerikansk nyinspelning, där Depardieu repriserade sin roll.

## Handling
André och hans dotter Véronique ("Vero") ska på semester till Mauritius. När de anländer träffar Vero många pojkar som faller för hennes skönhet, men hon dras till en pojke som heter Benjamin. Med honom hittar hon på de fräckaste lögner angående sig själv och sin pappa.

## Roller ( i urval)
- Gérard Depardieu - André Arnel
- Marie Gillain - Véronique "Véro" Arnel
- Patrick Mille - Benjamin
- Catherine Jacob - Christelle
- Charlotte de Turckheim - Irina
- Gérard Hérold - Patrick
- Jean-François Rangasamy - Pablo
- Koomaren Chetty - Karim

## Produktionen
Min farsa är en hjälte är regisserad av Gérard Lauzier. Han stod även för filmens manus och dialog. Filmens titel kommer från dikten "Après la bataille" ('Efter slaget') av Victor Hugo, publicerad 1859 i boken La légende des siècles ('Seklernas legend'). Där lyder inledningsraden "Mon père, ce héros au sourire si doux" ('Min far, denne hjälte med ett så milt leende').
Filmen hade fransk premiär den 23 oktober 1991. 28 augusti 1992 skedde den svenska biopremiären.
Marie Gillain spelade titelfigurens dotter. För rolltolkningen blev hon nominerad till priset för Mest lovande skådespelerska inför 1992 års César-utdelningar.
1994 gjordes en amerikansk nyinspelning, Farsa på låtsas, i vilken Gérard Depardieu upprepade rollen som pappan.